# Jeanne Hébuterne (Modigliani 1919)
Jeanne Hébuterne è un dipinto a olio su tela (100×65,3 cm) realizzato nel 1919 dal pittore italiano Amedeo Modigliani.
È di proprietà della fondazione Barnes a Merion in Pennsylvania.
Modigliani qui ritrae Jeanne Hébuterne, sua compagna negli ultimi anni fino alla morte e ispiratrice di numerosi dipinti.